# Лондон (порт)

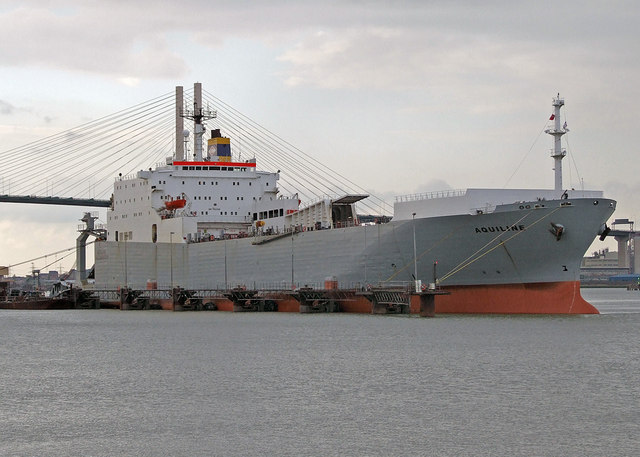
Терминал Дартфорд за чертой Лондона

Порт Лондона (англ. Port of London) — речной и морской порт Великобритании в эстуарии реки Темзы в бассейне Северного моря. Свыше 70 терминалов порта расположены в границах трёх регионов Англии: Большого Лондона, Восточной и Юго-Восточной Англии (до острова Канвей на востоке).
Годовой грузооборот превышает 50 млн тонн. Второй по величине порт страны после порта «Гримсби и Иммингем». Обеспечивается свыше 30 тысяч рабочих мест. Управляется администрацией порта Лондона.

## История
Порт в Лондоне существовал с момента основания города римлянами в I веке. К концу XVIII века грузооборот порта превысил 600 тысяч тонн.
В римские времена и средневековье корабли пришвартовывались в основном к берегам на территории нынешнего Сити или Саутворка. Однако при таком размещении корабли становились легкой добычей воров, а также серьёзно вставала проблема нехватки мест у берега. Первые доки (которые затем превратились в Коммерческие Доки Сюррея), построенные в 1696 году, были призваны решить эти проблемы путём предоставления просторной защищенной и охраняемой стоянки для судов с местом для примерно 120 судов. Эти доки имели огромный коммерчески успехи со временем дважды увеличивались, в Георгианскую и Викторианскую эпохи.
Первым доком в Георгианскую эпоху стал док Вест-Индия (открыт в 1802 году), затем док Лондон (1805), док Ист-Индия (открыт также в 1805 году), Доки Сюррея (1807), Санта-Катарина (1828) и Вест-Индия Саут (1829). В Викторианскую эпоху доки строились восточнее и были построены доки Роял Виктория (1855), Миллуолл 1868) и Роял Альберт. Док Король Георг V был добавлен позднее, уже в 1921 году.
В 1960-е годы в связи с развитием больших судов и контейнеровозов началось сокращение грузооборота, до 1980-х годов были закрыты доки. На месте портового района Доклендс вырос второй финансовый центр Лондона — квартал Кэнэри-Уорф.
В настоящее время большая часть грузооборота контейнеров проходит через порт Тилбери.